# Сырватинцы
Сырватинцы (укр. Сирватинці) — село в Хмельницком районе Хмельницкой области Украины.
Население по переписи 2001 года составляло 608 человек. Почтовый индекс — 32065. Телефонный код — 3251. Занимает площадь 1,696 км². Код КОАТУУ — 6821287502.

## Местная власть
32000, Хмельницкая обл., Городокский р-н, г. Городок